# Милорад Гаћина
Милорад Гаћина (Жабица код Љубиња, 23. новембар 1936 — Сарајево, 3. октобар 2008) био је босанскохерцеговачки и српски познати и признати шаховски стручњак, првак, мајсторски кандидат, педагог, републички и савезни шаховски судија, новинар, публициста, музичар, правник, пјесник.

## Биографија
Милорад Мило Гаћина родио се 23. новембра 1936. године у селу Жабица код Љубиња, од оца Трипе и мајке Данице (рођене Вулић).
Као гимназијалац, Милорад се боље упознао са шахом већ у Бачкој Паланци, у ШК „Раднички", а посве му се посветио по доласку на студије права у Сарајево 1958. године.
Преминуо је 3. октобра 2008. године у Сарајеву.

## Рад
У шаху је, на аматерској основи, био присутан више од 50 година.
Био је шаховски мајстор и оснивач (и један од главних твораца) Шаховског клуба ,, Босна" (05.01.1960. године), шампиона Европе 1994, 1999. и 2000. године, седмострукок првака и трострукок побједника купа СФРЈ. Предсједник клуба је био шеснаест година (од 1960. до 1976), а генерални секретар шест година (од 1976. до 1982).
Мајсторски кандидат био је од 1972. године, Републички судија постао је 1964, а савезни 1970. у Врњачкој Бањи. Међународни судија ФИДЕ био је од 1976. (одлука конгреса у Хаифи-Израел), а организатор ФИДЕ од 2002. године. Дуго времена био је истакнути играч и капитен прве екипе, као и члан стручног штаба клуба. До 1992. био је члан Предсједништва „боснаша", а и након тога је, као стручњак и публициста, био доста активан у раду клуба.
У шаху је био организовано присутан, на аматерској основи, док је као правник истовремено професионално радио у фирми ,,Unioninvest". Познати је друштвено-спортски радник, функционер и изузетан организатор. Посебно је заслужан за развој и напредак квалитетног шаха у Сарајеву и БиХ и за успјешно одржавање традиционалних међународних сарајевских шаховских турнира. Обновитељ је турнира и носилац организације 1978. године. На једанаест је обављао функцију организационог секретара, на четири координатора турнира, а на петнаест је био уредник билтена. Поред осталог, учествовао је у организацији Купа европских шампиона 1999. у Бугојну, и 2000. у Неуму и уређивао билтен такмичења.
Као истакнути шаховски радник-педагог, 1966. је основао шаховску школу „Босна", далеко познату на просторима бивше Југославије, и више година њоме руководио и држао предавања. Имао је урођени смисао за откривање талената.
Наступао је више пута на сениорским првенствима БиХ и четири пута био сениорски првак клуба (1961-1964), једном Сарајева (1965).
Присуствовао је бројним значајним такмичењима, шаховским олимпијадама у Скопљу 1972. и на Малти 1980. године, те на мечу за првенство свијета Карпов – Каспаров 1985. у Москви.
Гаћина је у разним шаховским и спортским форумима обављао бројне одговорне функције. Био је предсједник Омладинског спортског друштва „Искра" (1966-1967). Од 1983. до 1990. био је познавалац и тумач Правила шаховске игре ФИДЕ. Судио је више такмичења (мада му је организација била у првом плану), међу којима Олимпијско првенство свијета 1975. године на Тјентишту (као замјеник главног судије Драгутина Ђаје), више сарајевских турнира и првенстава БиХ, те финале купа СФРЈ у Пули 1983. године (главни судија).
Гаћина је био и дугогодишњи новинар (од 1962) и био је (стални или повремени) дописник или сарадник многих листова и часописа („Наши дани" Сарајево, „Спорт" Београд, „Спортске новости" Загреб, „Ослобођење" и „Вечерње новости" Сарајево, „Политика" Београд, „Шаховски гласник" Загреб, и многи други...).
Поред шаха, много је волио и музику, па се показао и у компоновању. Компоновао је шест народних мелодија, које су снимљене на плочу. Најпознатија је „Ој лијепа Херцеговко".
Гаћина је уживао велики углед и као публициста. Написао је и објавио велики број приручника, брошура, монографија, афоризама из области шаха, као и збирке поезије.
Био је цијењен и омиљен у шаховским и спортским круговима, а и шире. Важио је као човјек ријечи, човјек од ријечи, човјек од акције. Познавао је и говорио руски и њемачки језик.

## Награде
- Добитник је више спортских и друштвемих признања:
- Повеља и златна значка ШСЈ 1971. године;
- Орден рада са сребрним вијенцем 1971. године;
- Орден заслуга за народ са сребрном звијездом 1979. године;
- Повеља Јосип Броз Тито 1980. године;
- Мајска награда Сарајева 1984. године;
- Златна значка СОФК БиХ 1985. године;
- Златна значка СОФК Сарајева 1985. године;
- Двадесетпетомајска награда СР БиХ 1987. године;
- Повеља УСД „Босна" 1997. (поводом 50-годишњице друштва);
- Награда за животно дјело 2004. године;
- Шестоаприлска награда града Сарајева 2006. године.[2]

Стан Милорада Гаћине, у Улици Алеја липа 54 украшавале су бројне похвале, дипломе, повеље, плакете, значке, медаље, пехари, књиге, сувенири...
„Прави мали шаховски музеј", рече једном његова супруга Душанка.